# Haltepunkt Zgorzelec Miasto

Der Haltepunkt Zgorzelec Miasto („Zgorzelec Stadt“) ist eine von zwei Eisenbahnverkehrsstellen des Personenverkehrs in der polnischen Grenzstadt Zgorzelec in der Woiwodschaft Niederschlesien. Er liegt an der Bahnstrecke Węgliniec–Zgorzelec (Kohlfurt–Görlitz) und wurde 1948 gleichzeitig mit der Verbindungskurve zur Bahnstrecke Zgorzelec–Wałbrzych (Schlesische Gebirgsbahn) eingerichtet.

## Lage
Der Bahnhof befindet sich in dem Durchstich, der durch das hügelige Gelände zwischen der damaligen Görlitzer Ostvorstadt und Leopoldshain (heute: Łagów) beim Bau der ehemaligen Niederschlesisch-Märkischen-Eisenbahnstrecke von Kohlfurt (heute: Węgliniec) gesprengt wurde. Das Areal befindet sich heute auf dem Zgorzelecer Stadtgebiet am Rande einer Eigenheimsiedlung entlang der Straße Armii Krajowej. Die Straße überspannt den Durchstich und damit auch die Bahnstrecke südlich des Bahnhofes mit einem Brückenbauwerk.

## Bahnhof

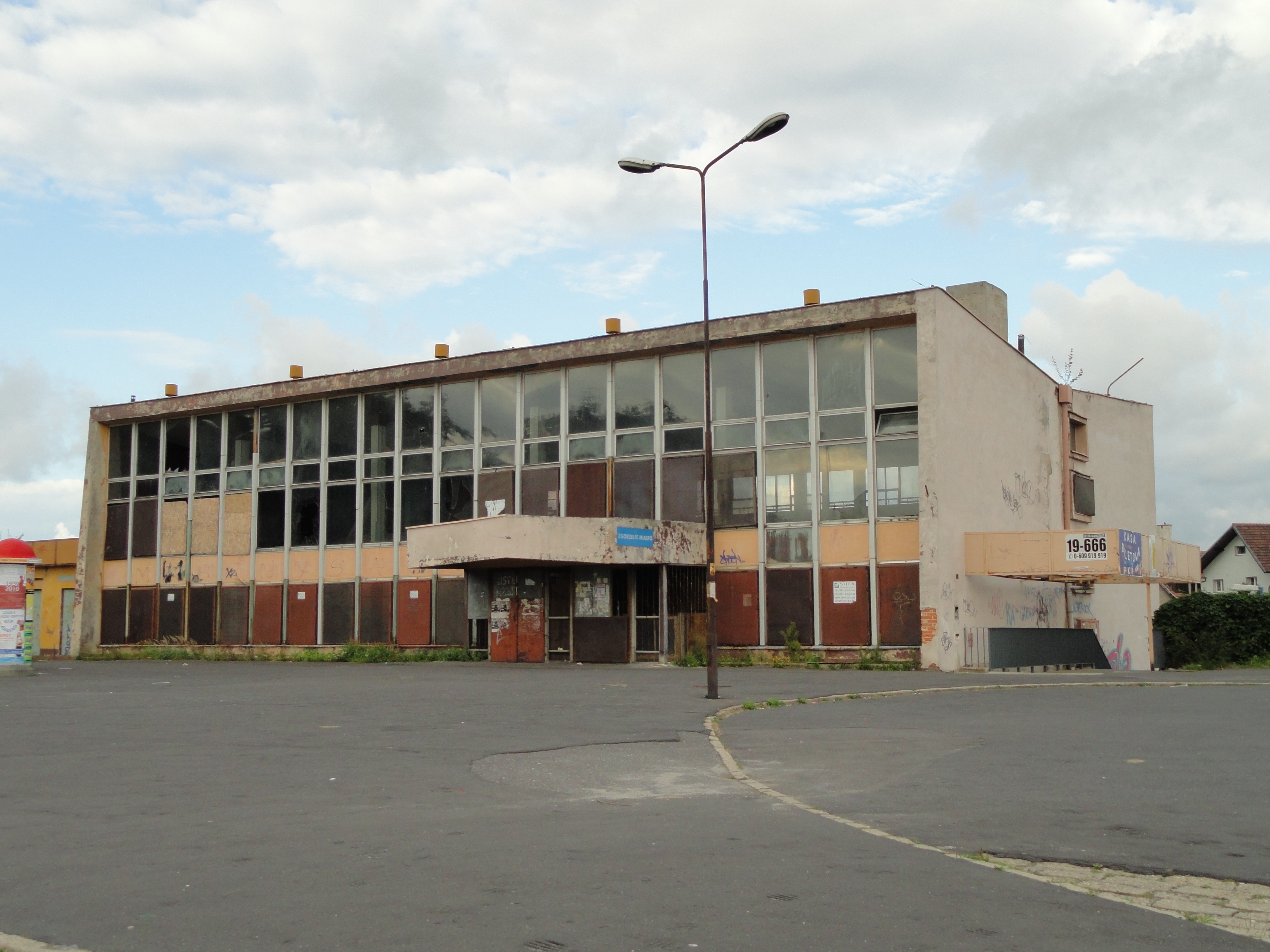
Das verfallene Bahnhofsgebäude Zgorzelec Miasto

Das moderne, zweistöckige Bahnhofsgebäude ragt direkt über dem westlichen Hang an den Bahnsteigen empor und befindet sich an der Ulica Juliana Tuwima. Die Straße bildet vor dem Gebäude eine Art Bahnhofsvorplatz mit Parkplätzen. Das Bahnhofsgebäude befindet sich seit einigen Jahren in einem ruinösen Zustand. Auch der Fahrkartenschalter zog gegenüber in einen provisorischen Containerbau. Das Bahnhofsgebäude wird bis heute nicht mehr genutzt und ist dem weiteren Verfall preisgegeben.
Vom Bahnhofsvorplatz vorbei an dem ehemaligen Bahnhofsgebäude führt eine Treppe hinunter zum Bahnsteig in Richtung Görlitz. Über eine Fußgängerbrücke gelangt man zum Bahnsteig in Richtung Węgliniec. Die Bahnsteige und Gleise wurden in den Jahren 2006 und 2007 im Rahmen des deutsch-polnischen Abkommens zur Zusammenarbeit bei der Weiterentwicklung der Eisenbahnverbindungen aus dem Jahr 2003 grundlegend erneuert.
Die Bahnsteige sind nun neu gepflastert, mit windgeschützten Wartehäuschen sowie neuen Lampen versehen und etwa 170 Meter lang. Sie reichen damit bis zum beschrankten Bahnübergang an der Ulica Zamiejsko Lubańska.

## Bahnverbindungen
Vom Bahnhof Zgorzelec Miasto bestehen täglich jeweils drei Verbindungen nach Wrocław Główny (ehem. Breslau Hbf) und Dresden Hbf mit einem Regionalexpress. Dieser wird von der Deutschen Bahn AG in Kooperation mit der PKP Przewozy Regionalne (Polnische Staatsbahn, Abteilung Regionalverkehr) betrieben. Acht weitere Regionalzugpaare betreibt die polnische Bahngesellschaft Koleje Dolnośląskie zwischen Zgorzelec und Węgliniec. Drei Zugpaar verkehren ab Węgliniec weiter über Bolesławiec (ehem. Bunzlau) und Chojnów (ehem. Haynau) nach Legnica (ehem. Liegnitz). Zwei der drei Zugpaare fahren weiter bis nach Breslau. Die PKP stellte im Dezember 2009 ihre eigenen Direktverbindungen von Zgorzelec nach Breslau bzw. in die polnische Hauptstadt ein.
Weiterhin verkehren täglich fünf Zugpaare der Koleje Dolnośląskie (KD) über Lubań Śląski nach Jelenia Góra.